# Norra Yan
Norra Yan (北燕; Bĕiyàn) var en stat under tiden för De sexton kungadömena i Kina. Staten existerade år 409 till 436.